# Ronno
Ronno település Franciaországban, Rhône megyében. Lakosainak száma 650 fő (2022. január 1.). Ronno Saint-Just-d’Avray, Saint-Jean-la-Bussière, Cublize, Saint-Appolinaire, Valsonne és Amplepuis községekkel határos.

## Népesség
A település népessége az elmúlt években az alábbi módon változott:
| Lakosok száma | 620  | 626  | 654  | 636  | 641  | 639  | 645  | 641  | 650  |
|               | 2013 | 2015 | 2016 | 2017 | 2018 | 2019 | 2020 | 2021 | 2022 |